# Orectolobus hutchinsi
Orectolobus hutchinsi е вид хрущялна риба от семейство Orectolobidae.

## Разпространение
Видът е разпространен в Австралия.